# Jozef Piaček (filozof)
Josef Piaček (* 21. května 1946, Bratislava) je slovenský filozof. Ve filozofickém myšlení ho ovlivnil Edmund Husserl, Jan Patočka, Martin Heidegger, Karl Marx, Jiddu Krišnamurtí, Ján Albrecht a Igor Hrušovský.

## Kariéra
V roce 1970 dokončil studium filozofie na Filozofické fakultě Univerzity Komenského v Bratislavě. Do roku 2012 zde působil jako přednášející dějin filozofie. Od svých asistentských začátků se specializoval na výklad filozofických směrů 20. století. Rovněž přednášel mnohé povinné i výběrové kurzy a vedl doktorandy z této oblasti. Na Katedře filozofie a dějin filozofie Filozofické fakulty Univerzity Komenského v Bratislavě založil Stálý seminář Integrácia. Pedagogicky působil i na Trnavské univerzitě, na Univerzitě Konstantina Filozofa v Nitře a na hudební fakultě Vysoké školy múzických umění v Bratislavě. S přednáškami vystupoval i v zahraničí, v Halle, Tbilisi, Brně či ve Vídni.
Ve výzkumu se soustředil na problematiku fenomenologie. Postupně vypracoval vlastní koncepci synkriticismu. Od osmdesátých let 20. století se začal zabývat i možnostmi využití výpočetní techniky ve filozofických vědách, přičemž spolupracoval s informatikou, zejména na řešení metodologických problémů. Spolu s Milošem Kravčíkem je spolutvůrcem první slovenské počítačové filozofické hypertextové encyklopedie, známé i pod zkratkou FILIT, jejímž rozvinutím je Pomocný slovník filozofa.
Rovněž byl i členem vědeckého kolegia Slovenské akademie věd pro filozofii.
Josef Piaček je považován za filozofického „otce“ hudebního seskupení Požoň sentimentál.

## Vývoj filozofického myšlení
V myšlenkovém vývinu Josefa Piačka lze rozlišit dvě vývojové etapy, a to etapu kriticismu (od roku 1970 až do roku 1986) a synkriticismu (od roku 1986 až do současnosti). V obou obdobích se Jozef Piaček hlásí k tradici Bratislavské filozofické školy (BFS), k filozofii čistého bytí Igora Hrušovského, a k jejímu rozvíjení z pozic Filkornovy polymorfistické ontologie, Černíkovy kategoriologie resp. ontologismu Michala Suchého.

### Etapa kriticismu (1970 - 1986)
Tato etapa Piačeka filozofického myšlení „krouží“ kolem recepce Husserlovy filozofie přirozeného světa nebo žitého světa (Lebenswelt), který Jozef Piaček tematizuje pod titulem původního východiska poznání. V tomto období vychází z Patočkovy recepce Husserlovy fenomenologie a Heideggerovy a Finkovy filozofie, vyúsťující do filozofie přirozeného světa, kterou rozebírá z pozice Marxova kriticismu. Tato etapa vrcholí zveřejněním první syntetické monografie o fenomenologii na Slovensku Marxizmus a kríza fenomenológie (Marxismus a krize fenomenologie) v roce 1984, název strojopisu předaného redakci v roce 1982 zněl Pôvodné východisko vedeckého poznania u E. Husserla (Původní východisko vědeckého poznání u E. Husserla). Zde se již ohlašuje výchozí myšlenka další myšlenkové etapy Josefa Piačka. Jedná se o „ideu transhorizontové reality“, a to pod titulem otevřené povahy bytí za horizontem. V rámci synkriticismu Piaček v tomto případě hovoří o „unikajúcnu“.

### Etapa synkriticismu (1986 - současnost)
Tato etapa Piačeka filozofického myšlení začíná založením Stálého semináře Integrácia (SSI) na podzim roku 1986. Během práce SSI Piaček překonal polemistické manýry období kritiky směrem k zaujetí agapistického přístupu jak k Husserlovu tak i k Patočkovu odkazu. Z Marxova kriticismu si zachovává jeho ideu sebeosvobozování se člověka, ale postupně ji transformuje ve směru své koncepce deegoizace - rozpouštění ega. V tomto směru je mocně ovlivněn filozofií Jiddu Krišnamurtího a intenzivními dialogy s Jánem Albrechtem. V průběhu druhé poloviny osmdesátých let 20. století tak Piaček postupně vypracoval svou vlastní filozofickou pozici, kterou označil termínem synkriticismus a jejíž základy tvoří perichronosofie, čili „filozofie bezčasí“. Základním textem synkriticistické etapy je hlavní dílo Josefa Piačka Synkriticizmus – filozofia konkordancie (Synkriticizmus - filozofie konkordance, 2002; jde o upravený původní rukopis z roku 1999). Termíny většiny synkriticistických textů včetně perichronosofie jsou zahrnuty do Slovenského národního korpusu.
Jedním z motivů vypracování synkriticismu bylo ukázat soudržnost Bratislavské filozofické školy přes původní rozdílnosti světonázorových proveniencí jejích představitelů (novopozitivismus, novotomismus, marxismus, fenomenologie). V synkriticistické etapě se Jozef Piaček věnuje zejména vztahu mezi kulturou a civilizací, přičemž potíž civilizace vidí v nezralosti muže, která se přenáší i na ženu intenzifikující napodobování muže a na mladistvé stále nižší věkové kategorie. Ilustrací této skutečnosti jsou podle něj války (první a druhá světová válka, vietnamská, irácká, afghánská, libyjská válka), nezřídka podpora vlastních nepřátel, konzumerismus, turismus, automobilismus, různé druhy závislosti, absence vlastního názoru, znecitlivění vůči přírodě, porušování pravidel soužití nebo chování, stupňující se agrese, neschopnost pomáhajících pomáhat sobě samým atd. Příčina tohoto stavu tkví podle Piačka v egoizacii a jeho překonávání v deegoizaci.
Synkriticismus tak nakonec dopracovávají do filozofie rozpouštění „já“ a jeho nahrazení „milujícnem“ jako zářivou prázdnotou obklopovanou ustávajícím utrpením, jako bezčasovým intervalem (in-no-time-interval), který zbezodkladňuje přerušení konání zla.
Komplexní obraz o této etapě podává soubor studií z pera J. Siváka, R. Sťahela, S. Gálika, A Slavkovského a S. Gálikové-Tolnaiové pod názvem Synkriticizmus a fenomenológia. (Synkríza, fenomén, intencionalita) ve sborníku Znak a fenomén.

## Dílo (výběr)
Jozef Piaček je autorem prvního překladu anglické filozofické monografie do slovenštiny (E. Cassirer Esej o člověku (1977)), autorem „první syntetické monografie o fenomenologii na Slovensku“ (Marxizmus a kríza fenomenológie, 1984, odevzdané do redakce 1982 pod titulem Pôvodné východisko vedeckého poznania u E. Husserla) a tvůrcem „první původní slovenské filozofické koncepce“ (synkriticismu).
- Synkriticizmus  – filozofia konkordancie. Bratislava: [s.n.], 2002. Dostupné v archivu pořízeném dne 2014-03-14. Archivováno 14. 3. 2014 na Wayback Machine.
- Malá encyklopedie synkriticizmu. Bratislava 2013.
- Člověk tváří tvář k sporu institucí